# Agropoli
Agropoli er en by i provinsen Salerno i den syditalienske region Campania. Byen har 21.262 (2023) indbyggere.
Byen har en lille havn og to små bystrande. 
Napoli–Reggio di Calabria-jernbanen stopper i Agropoli, og om sommeren er der små-færger til Ischia, Capri og Napoli.